# Abborrtjärnen (Mora socken, Dalarna, 678043-142077)
Abborrtjärnen är en sjö i Mora kommun i Dalarna och ingår i Dalälvens huvudavrinningsområde.